# Agave rovelliana
Agave rovelliana är en sparrisväxtart som beskrevs av Agostino Todaro. Agave rovelliana ingår i släktet Agave och familjen sparrisväxter. Inga underarter finns listade i Catalogue of Life.